# Heteropeza pygmaea
Heteropeza pygmaea är en tvåvingeart som beskrevs av Johannes Winnertz 1846. Heteropeza pygmaea ingår i släktet Heteropeza och familjen gallmyggor. Arten är reproducerande i Sverige. Inga underarter finns listade i Catalogue of Life.